# Ијан Смит
Ијан Даглас Смит (енгл. Ian Douglas Smith; Шуругви, 8. април 1919 — Кејптаун, 20. новембар 2007) био је родезијски политичар, фармер и пилот који је служио као премијер Британске крунске колоније Јужна Родезија од 16. априла 1964. године до 11. новембра 1965. и председник владе Родезије (сада Зимбабве) од 11. новембра 1965. до 1. јуна 1979. године. Био је први лидер земље рођен и одрастао у Родезији и предводио је претежно белу владу која је једнострано прогласила независност од Уједињеног Краљевства у новембру 1965. године, супротстављајући се захтевима за успостављање владавине већине као услова за независност. Његових 15 година на власти обележили су међународна изолација земље и учешће у Родезијском грађанском рату, који је супротставио Родезијске безбедносне снаге и војна крила Афричког националног савеза Зимбабвеа (ЗАНА) и Афричког народног савеза Зимбабвеа (ЗАПА), финансирана од стране Совјетског Савеза и Кине.

## Биографија
Рођен је у градићу Селукве (сада Шуругви) који се налази око 310км од главног града Солзберија и образован је у Гвелу (сада Гверу) и на Универзитету Роудс у Јужној Африци. Ијан је био ожењен и имао сина Алека који није подржавао очеву политику. Алек је умро 2006. на аеродрому Хитроу. Оженивши Џенет Вот, постао је очух њеној деци, Роберту и Џин.  
Током Другог светског рата, служио је као пилот у Краљевском ратном ваздухопловству (RAF), где је доживео пад авиона у Египту, задобивши повреде лица и тела које су остале видљиве до краја живота. Након опоравка, служио је у Европи, где је оборен и потом се борио заједно са италијанским партизанима. После рата, основао је фарму у свом родном граду 1948. године и исте године постао члан парламента за Селукве. Првобитно члан Либералне партије, прешао је у Уједињену федералну партију 1953. године и служио као главни посланик од 1958. године. Напустио је ту партију 1961. године у знак протеста против новог устава и наредне године је био један од оснивача Родезијског фронта.

### Федерација Родезије и Њасаленда
Иан Смит је био један од ретких јужно-родезијских политичара који је на време препознао значај јасног дефинисања пута ка пуном доминионском статусу. Док су остали политички актери углавном сматрали да је Јужна Родезија већ фактички независна, Смит је још током дебата о формирању Федерације Родезије и Њасаленда тражио гаранције да ће Јужна Родезија у случају распада Федерације добити независност. Иако је у почетку имао резерве према Федерацији, прихватио ју је након што је одобрена на референдуму, показујући оданост демократској вољи белачког електората. Године 1953. постаје посланик у Савезној скупштини, а 1958. и страначки организатор (Chief Whip).
Смит се принципијелно успротивио Уставу из 1961. јер је сматрао да он не обезбеђује истинску независност и уводи расно обојен изборни систем. Залагао се за гласачки систем заснован на личним заслугама, без обзира на расу, и остао је доследан том ставу као једини посланик који је гласао против новог устава. Напустио је Уједињену федералну странку и био међу оснивачима Родезијског фронта — странке која је доследно бранила интересе белачке заједнице и идеју независне, стабилне Родезије.

### Независност Родезије и владавина
Након што је Родезијски фронт победио на изборима у децембру 1962. године, Смит је постао заменик премијера, а након оставке Винстона Филда у априлу 1964. године, преузео је функцију премијера. За разлику од свог претходника, Смит је наступао као аутентични родезијски државник, уверен у право локалног белачког становништва да само одлучује о судбини земље. Његов избор за премијера означио је нову етапу у односима са Британијом, јер је, како је и сам написао, „на чело земље први пут дошао бели Африканац, а не човек рођен у Британији“. 
Након неуспелих преговора са британским премијером Харолдом Вилсоном, током којих је Лондон инсистирао на хитној успостави владавине црначке већине без гаранција за стабилност и ред, Смит и његов кабинет су 11. новембра 1965. једнострано прогласили независност (UDI), настојећи да очувају уставни поредак, економску стабилност и безбедност земље. Тај чин означио је почетак прве фазе оружаног сукоба познатог као рат у Родезији. Након даљих неуспелих преговора са Уједињеним Краљевством, Родезија је прекинула све преостале везе са Британијом и 1970. и прогласила се републиком. Смит је током свог мандата четири пута добијао изборе, задржавајући подршку већине унутар белачког становништва, које је у великој мери финансијски и друштвено носило терет државе.
Изборни систем Јужне Родезије био је заснован на финансијским и образовним условима који су једнако важили за све грађане, без обзира на расу. Смит и његови савезници тврдили су да је систем осмишљен како би се обезбедило одговорно гласање, засновано на образовању и искуству, а не на расним или бројчаним принципима, који би, по њиховом уверењу, довели до политичке нестабилности и економског колапса.
Земља је у почетку издржала санкције Уједињених нација и међународну изолацију уз помоћ Јужне Африке и, до 1974. године, португалских колонија Анголе и Мозамбика. Након 15 година борби, са економским санкцијама, међународним притиском и опадањем подршке Јужне Африке, Смит је пристао на имплементацију већинске владавине и потписао Унутрашњи споразум 1978. године са умереним лидерима, искључујући ЗАНУ и ЗАПУ; земља је наредне године преименована у Зимбабве-Родезију. Нови поредак, међутим, није стекао међународно признање, и рат се наставио. Након што га је на месту премијера наследио Музорава, Смит је учествовао у трилатералним мировним преговорима у Ланкастер хаусу, који су довели до потпуно слободних избора и признања независног Зимбабвеа.
Смит је такође док је био на власти, предлагао да се број заступника црнаца и белаца у парламенту уреди на начин да више заступника има онај ко плаћа већи порез.

### Отварање новог парламента и опозициона улога
Нови зимбабвеански парламент отворен је 15. маја 1980. године, месец дана након формалне независности од Британије, а Иан Смит постао је први лидер опозиције у земљи. У складу са дугогодишњом традицијом из периода Родезије, владајућа и опозициона странка ушле су у парламент у паровима – Роберт Мугабе и Смит корачали су заједно са својим посланицима иза себе, што је симболизовало дух помирења у земљи.
Иако је Смит путем радија позивао белце да остану и дају Мугабеовом режиму шансу, преко половине белог становништва напустило је Зимбабве у року од три године. Мугабе је у почетку покушавао да придобије подршку белих фармера, који су чинили око 75% пољопривредне производње земље, а раст цена роба у првим годинама независности довео је до тога да су многи бели фармери подржавали његову власт.
Међутим, односи између Смита и Мугабеа захладнели су 1981. године, када је Смит критиковао Мугабеову идеју о једнопартијском систему, сматрајући да то одбија стране инвеститоре. Након тога, Мугабе је одбијао да се састаје са њим.

### Суочавање са Мугабеовим режимом
Као лидер Републиканског фронта (РФ), која је 1984. године преименована у Конзервативни савез Зимбабвеа (КАЗ), Смит се представљао као заштитник "белог племена" Зимбабвеа. У парламенту је критиковао Мугабеову администрацију због корупције, неспособности и покушаја успостављања једнопартијског система.

Убрзо су тензије порасле – поједини белци су хапшени и оптуживани за шпијунажу у корист Јужноафричке Републике, док је Мугабе отворено признавао употребу тортуре над осумњиченима. Када је Смит критиковао хапшења без суђења, указујући на нарушавање правне државе, поједини посланици ЗАНУ–ПФ-а покушали су да релативизују критику подсећањем на сопствена хапшења у време његове власти, иако су тада важили потпуно другачији историјски и безбедносни услови.
У новембру 1982. године Смит је током посете Великој Британији и САД критиковао Мугабеов режим, назвавши га тоталитарном марксистичко-лењинистичком диктатуром. По повратку, полиција му је одузела пасош и претражила његове поседе, укључујући и фарму Гвеноро, што је Смит протумачио као покушај застрашивања.

### Гукурахунди и крај парламентарне каријере
Након што је Мугабе 1982. године оптужио Џошуу Нкома и ЗАПУ за наводно планирање пуча, 5. бригада, обучена од стране Северне Кореје, спровела је кампању Гукурахунди, током које је у Матабелеланду страдало између 10.000 и 30.000 цивила. Упркос томе, Мугабе је наставио да напада Смита, називајући га „непоправљивим расистом“ и тврдећи да је одавно требало да буде обешен.
Упркос политичким притисцима и све ауторитарнијем тону власти, КАЗ је на изборима 1985. освојио 15 од 20 белачких места у парламенту, што је Мугабе протумачио као чин отпора својој власти. Године 1987. укинута су резервисана места за белце у парламенту, чиме је формално окончана Смитова политичка каријера.

### Касније године и смрт
Смит је остао политички активан, али у мањој мери. Године 1992. предводио је краткотрајни опозициони савез против Мугабеа, који се убрзо распао.
Његове критике су се наставиле и након пензионисања 1987. године: велики део својих мемоара из 1997. године, "Велико издајство"(The Great Betrayal: The Memoirs of Ian Douglas Smith), посветио је осуди Мугабеа, британских политичара и одбрани свог премијерског мандата.
Након 2000. године, када је Мугабе покренуо насилну аграрну реформу, Смит је постао популаран међу опозицијом, која га је видела као симбол отпора режиму. Међутим, власти су му 2002. године одузеле зимбабвеански пасош због одбијања да се одрекне британског држављанства.
Године 2005. преселио се у Јужноафричку Републику, где је провео последње године живота. Преминуо је 20. новембра 2007. године у Кејптауну, у 88. години живота. Његов пепео је просут на породичној фарми Гвеноро, коју је зимбабвеанска влада конфисковала 2012. године у оквиру програма аграрне реформе.